# 2014 UH277
2014 UH277 est un objet transneptunien faisant partie des plutinos.

## Caractéristiques
2014 UH277 measure environ 200 km de diamètre.